# 閻伝紱
閻 伝紱（えん でんふつ）は、中華民国・満州国の政治家。満州国では司法部大臣などをつとめた。字は紉韜。

## 事跡
金州南金書院を卒業。1913年（民国2年）、日本に留学する。県立仙台中学校などを経て、1923年（民国12年）、東京帝国大学経済学部に入学した。帰国後は、大連中華青年会副会長となる。さらに南満州鉄道株式会社嘱託にもなった。1924年（民国13年）、関東庁で勤務する。1928年（民国17年）、大連市会議員となった。
満州事変（九・一八事変）勃発後、閻伝紱は奉天省諮議に任ぜられる。満州国建国後の1932年（大同元年）4月8日、立法院長に転じた趙欣伯の後任として奉天市市長に起用された。この他、協和会審査処処長、日満文化協会理事にも就任している。1935年（康徳2年）5月、浜江省省長兼北満特別区公署長官となる（翌年1月、北満特別区は廃止）。1937年（康徳4年）7月1日、吉林省省長に異動した。1942年（康徳9年）9月28日、司法部大臣に任ぜられ、満州国滅亡まで在任した。
満州国滅亡後、閻伝紱はソ連軍に逮捕、連行され、ハバロフスク第45収容所に収監された。1950年8月、中華人民共和国に引き渡され、撫順戦犯管理所に収監されている。1962年4月、獄中で病没。享年67。

## 注
1. 1 2 3  孫（1990）。
2. ↑  徐主編（2007）、2646頁。
3. ↑  「閻伝紱氏 奉天市長に決定発表」『東京朝日新聞』昭和7年（1932年）4月9日。
4. ↑  「満州の人事異動 行革に伴い七月発令」『東京朝日新聞』昭和12年（1937年）6月12日。
5. ↑  「共栄圏の重責完遂へ 満州国大臣全面更迭」『朝日新聞』昭和17年（1942年）9月29日夕刊。